# Bystrzyk dwupręgi
Bystrzyk dwupręgi, bystrzyk żółtopłetwy, bystrzyk żółty  (Hyphessobrycon bifasciatus) – gatunek słodkowodnej ryby z rodziny kąsaczowatych (Characidae). Hodowana w akwariach.

## Występowanie
Ameryka Południowa: Brazylia.

## Opis
Samce osiągają długość około 4,7 cm. Dymorfizm płciowy: samiec bardziej ubarwiony, z dłuższą płetwą odbytową.
| Zalecane warunki w akwarium | Zalecane warunki w akwarium |
| --------------------------- | --------------------------- |
| Temperatura wody            | 20–25 °C                    |
| Twardość wody               | do 30°n                     |
| Skala pH                    | 5,8–8                       |